# Euxoa perturbata
Euxoa perturbata är en fjärilsart som beskrevs av Smith 1890. Euxoa perturbata ingår i släktet Euxoa och familjen nattflyn. Inga underarter finns listade i Catalogue of Life.